# Lestes tridens
Lestes tridens – gatunek ważki z rodziny pałątkowatych (Lestidae). Występuje w Afryce Subsaharyjskiej i jest szeroko rozpowszechniony – od Liberii na wschód po Etiopię i na południe po RPA; niepotwierdzone stwierdzenie z Gwinei Bissau.
W RPA imago lata od listopada do końca maja. Długość ciała 35–38 mm. Długość tylnego skrzydła 19–19,5 mm.